# St Engenas Zion Christian Church
St Engenas Zion Christian Church (ofta kallad ZCC-ya-Leeba) är en av sionistkyrkorna i Sydafrika, bildad av Joseph Lekganyane, son till Engenas Lekganyane.
Vid den sistnämndes död 1948 uppstod stridigheter rörande ledningen av Zion Christian Church och kyrkan sprängdes i två delar, där Josephs gren kom att behålla högkvarteret Zion City Moria.
Kyrkans symbol är en duva som, tillsammans med grönsvarta band, bärs på medlemmarnas klädedräkter.
Efter sin död efterträddes Joseph som kyrkoledare av sin son Engenas Joseph Lekganyane.